# Lerdala
Lerdala is een plaats in de gemeente Skövde in het landschap Västergötland en de provincie Västra Götalands län in Zweden. De plaats heeft 434 inwoners (2005) en een oppervlakte van 63 hectare.

## Geboren
- Marcus Hellner (1985), langlaufer